# Dilermando Reis
Dilermando dos Santos Reis (Guaratinguetá, 22 de setembro de 1916 — Rio de Janeiro, 2 de janeiro de 1977) foi um violonista, compositor e professor de música brasileiro. Considerado um dos maiores mestres do violão em sua época e um dos mais influentes da história do Brasil, Dilermando deixou um legado de centenas de composições e uma vasta discografia com mais de 70 discos em 78 rpm e mais de 30 LPs, tornando-se um dos artistas de maior sucesso comercial da gravadora Continental.
Sua carreira foi marcada pela atuação proeminente na "Era de Ouro" do rádio brasileiro, especialmente na Rádio Nacional do Rio de Janeiro, onde permaneceu por mais de duas décadas. Como compositor, é autor de clássicos como a valsa Se Ela Perguntar e o choro "Dois Destinos". Como intérprete, foi o principal responsável pela popularização de obras como "Abismo de Rosas" de Canhoto e "Sons de Carrilhões" de João Pernambuco, cujas gravações são consideradas canônicas.
Foi professor de música de personalidades, incluindo a filha do presidente Juscelino Kubitschek, de quem se tornou amigo. Seu estilo, que unia a tradição do choro a uma sonoridade seresteira e um virtuosismo técnico único, influenciou gerações de violonistas e continua a ser uma referência fundamental no violão brasileiro.

## Biografia

### Primeiros anos e formação
Dilermando dos Santos Reis nasceu em Guaratinguetá, interior de São Paulo. Era filho de Francisco dos Santos Reis, um violonista amador que lhe deu as primeiras lições musicais e o presenteou com seu primeiro violão. Aos 15 anos, um evento definiu seu destino: o violonista e cantor cego Levino da Conceição passou por sua cidade. Fascinado com o virtuosismo de Levino, Dilermando obteve permissão de seu pai para acompanhá-lo em suas viagens pelo interior do Brasil. Por dois anos, foi o guia e discípulo do mestre, absorvendo sua técnica e repertório, uma experiência que o próprio Dilermando considerava fundamental para sua formação profissional. Após a morte súbita de Levino em 1934, Dilermando, com apenas 18 anos, estabeleceu-se em Bom Sucesso, Minas Gerais, onde começou a lecionar violão.

### Carreira no Rio de Janeiro e no rádio
Em 1935, mudou-se para o Rio de Janeiro, então capital federal, em busca de maiores oportunidades. Levava consigo uma carta de apresentação para o já consagrado violonista João Pernambuco, que o acolheu, o introduziu ao meio artístico da cidade e o incentivou a se profissionalizar. Sua estreia profissional ocorreu no mesmo ano, na Rádio Guanabara.
Sua carreira deslanchou rapidamente. Em 1941, foi contratado pela Rádio Clube do Brasil e, no mesmo ano, gravou seu primeiro disco pela Columbia, um 78 rpm contendo a valsa "Noite de Lua" e o choro "Magoado". Em 1944, transferiu-se para a gravadora Continental, onde construiria a maior parte de sua vasta discografia, tornando-se o artista mais vendido da companhia por vários anos. O sucesso o levou, em 1950, à Rádio Nacional do Rio de Janeiro, onde atuou por 23 anos como solista, acompanhador e diretor de conjuntos regionais, consolidando-se como uma das maiores estrelas da "Era de Ouro do Rádio".

### Relação com Juscelino Kubitschek
Durante sua passagem por Minas Gerais, Dilermando conheceu o então jovem médico Juscelino Kubitschek. Anos mais tarde, já com JK na presidência, a amizade foi retomada. Dilermando tornou-se professor de violão de Maria Estela, filha de JK. Em 1960, a convite do presidente, foi nomeado Oficial de Gabinete em Brasília, cargo que acumulou com suas atividades musicais no Rio de Janeiro. Ele dedicou a composição "Melodias da Alvorada" ao amigo e presidente.

### Vida pessoal e falecimento
Dilermando Reis casou-se com Sofia Reis, com quem teve três filhos: Maria Cecília, Maria Luiza e Paulo César. Manteve uma vida dedicada à música até o fim. Faleceu em 2 de janeiro de 1977, no Rio de Janeiro, aos 60 anos, vítima de um edema pulmonar.

## Estilo musical e técnica
O estilo de Dilermando Reis é reconhecido pela combinação de virtuosismo técnico com uma profunda sensibilidade melódica. Sua obra e suas interpretações são um elo entre o violão popular do choro e da seresta e a tradição do violão de concerto.

### Técnica violonística
Diferentemente de muitos de seus contemporâneos que preferiam cordas de tripa, Dilermando foi um dos primeiros violonistas brasileiros a adotar e popularizar o uso de cordas de aço, que conferiam maior brilho e volume ao seu som. Sua técnica era caracterizada por:
- Vibrato e Legato: Ele utilizava o vibrato de forma intensa e expressiva, e seu legato era notavelmente fluente, criando melodias conectadas e cantáveis.[5]
- Baixarias e polegar: Possuía um domínio excepcional da mão direita, especialmente do polegar, com o qual criava linhas de baixo complexas e contrapontísticas, as chamadas "baixarias", que se tornaram uma de suas marcas registradas.
- Uso do Rubato: Análises computacionais de suas gravações, como a da obra "Eterna Saudade", demonstram seu uso constante e sutil do rubato, uma flexibilização do tempo que conferia grande expressividade e um caráter improvisatório às suas interpretações.[6]
- Síncope: Sua execução da síncope rítmica, elemento fundamental do choro, era precisa e natural, incorporando a rítmica brasileira de forma orgânica.[5]

### O compositor e o intérprete
Dilermando foi um compositor prolífico, com um catálogo que, segundo o biógrafo Genésio Nogueira, ultrapassa 300 obras. Suas composições mais famosas, como as valsas "Se Ela Perguntar" e "Terno Olhar", e os choros "Dois Destinos" e "Xodó da Baiana", tornaram-se parte do cânone do violão brasileiro.
Como intérprete, Dilermando não apenas executava, mas recriava as obras. Sua gravação de "Sons de Carrilhões" de João Pernambuco é considerada a versão definitiva por muitos. Um exemplo notável de sua abordagem é a gravação de "Interrogando", também de Pernambuco. Análises acadêmicas mostram que, ao adaptar o jongo para o violão solo, Dilermando acentuou o caráter percussivo e os ritmos sincopados da composição, demonstrando uma profunda compreensão das raízes afro-brasileiras da música popular.

## Obras notáveis e partituras
Dilermando Reis deixou um vasto repertório de composições que se tornaram padrão no violão brasileiro. Muitas de suas obras foram transcritas e são estudadas por violonistas em todo o mundo.
- Valsas: "Se Ela Perguntar", "Terno Olhar", "Valsa do Desejo", "Alma Apaixonada".
- Choros: "Dois Destinos", "Magoado", "Xodó da Baiana", "Dr. Sabe-Tudo", "Doutor Batucada".
- Outros Gêneros: "Penumbra" (Tango), "Uma Noite em Haifa" (Fox), "Dança Chinesa".

Um acervo com dezenove de suas principais obras em partitura, incluindo "Se Ela Perguntar", "Dois Destinos" e "Xodó da Baiana", está disponível para consulta e estudo em formato PDF.

## Legado e influência
Dilermando Reis é uma figura central na história do violão brasileiro. Ele consolidou uma maneira de tocar que, embora enraizada na tradição popular do choro, alcançou um nível de sofisticação técnica e expressiva que o aproximou do universo do concerto. Sua popularidade massiva, impulsionada pelo rádio e por uma extensa discografia, ajudou a solidificar o violão como um instrumento solista de prestígio no Brasil.
Sua influência é vasta e perdura até hoje. Violonistas de gerações posteriores, como Raphael Rabello, gravaram suas obras, reconhecendo a importância de seu repertório. Artistas contemporâneos como Yamandu Costa e Paulo Bellinati frequentemente interpretam suas composições, mantendo seu legado vivo nos palcos do Brasil e do mundo. A principal obra biográfica sobre sua vida é o livro Dilermando Reis: Sua Majestade, o Violão, de Genésio Nogueira, considerado uma referência fundamental por pesquisadores da área.

## Discografia
A discografia de Dilermando Reis é uma das mais extensas da música brasileira, abrangendo dezenas de discos em 78 rpm, mais de 30 LPs de carreira e diversas coletâneas e reedições póstumas.

### Álbuns de estúdio (LPs selecionados)
- Sua Majestade o Violão (1957, Continental LPP-52)

| N.º | Título                   | Duração |  |
| 1.  | "Marcha dos Marinheiros" |         |  |
| 2.  | "Pavana"                 |         |  |
| 3.  | "Vaidoso"                |         |  |
| 4.  | "Valsa em Dó"            |         |  |
| 5.  | "Eterna Saudade"         |         |  |
| 6.  | "Se Ela Perguntar"       |         |  |
| 7.  | "Recordando a Malagueña" |         |  |
| 8.  | "Chuvisco"               |         |  |
| 9.  | "Romance de Amor"        |         |  |
| 10. | "Tristesse (Op. 3)"      |         |  |
| 11. | "Adelita"                |         |  |
| 12. | "Sonhando com Você"      |         |  |

- Melodias da Alvorada (com Orquestra de Radamés Gnattali) (1960, Continental LPP-3132)

| N.º | Título                 | Duração |  |
| 1.  | "Melodia da Alvorada"  |         |  |
| 2.  | "Ocaso"                |         |  |
| 3.  | "Luar de Corumbá"      |         |  |
| 4.  | "Ternura"              |         |  |
| 5.  | "Canção do Irã"        |         |  |
| 6.  | "Oração em Si Menor"   |         |  |
| 7.  | "Melancolia"           |         |  |
| 8.  | "Feitiço"              |         |  |
| 9.  | "Valsa das Horas"      |         |  |
| 10. | "Lamento"              |         |  |
| 11. | "Toada em Lá Menor"    |         |  |
| 12. | "Recordando o Passado" |         |  |

- Abismo de Rosas (1961, Continental LPP-3158)

| N.º | Título                    | Duração |  |
| 1.  | "Abismo de Rosas"         |         |  |
| 2.  | "Sons de Carrilhões"      |         |  |
| 3.  | "Urutú"                   |         |  |
| 4.  | "Magoado"                 |         |  |
| 5.  | "Odeon"                   |         |  |
| 6.  | "Gotas de Lágrimas"       |         |  |
| 7.  | "Brejeiro"                |         |  |
| 8.  | "Lamento de um Sertanejo" |         |  |
| 9.  | "Poeta do Sertão"         |         |  |
| 10. | "Dois Destinos"           |         |  |
| 11. | "Olhos de Cabocla"        |         |  |
| 12. | "Interrogando"            |         |  |

- Volta ao Mundo com Dilermando Reis (1958)
- Uma Voz e um Violão em Serenata (com Francisco Petrônio) (1962)
- Presença de Dilermando Reis (1962)
- Junto a Teu Coração (1964)
- Meu Amigo Violão (1965)
- Subindo ao Céu (1966)
- Dilermando Reis Interpreta Pixinguinha (1972)
- Homenagem a Ernesto Nazareth (1973)
- O Violão Brasileiro de Dilermando Reis (1975)
- Concerto Nº 1 para Violão e Orquestra (com Orquestra de Radamés Gnattali) (1976)

### Gravações em 78 rpm e compactos (seleção)
- "Noite de Lua" / "Magoado" (1941, Columbia)
- "Dança Chinesa" / "Adeus de Pai João" (1944, Continental)
- "Recordando" / "Saudade de um Dia" (1945, Continental)
- "Minha Saudade" / "Rapsódia Infantil" (1945, Continental)
- "Noite de Estrelas" / "Dedilhando" (1946, Continental)
- "Adelita" / "Grajaú" (1946, Continental)
- "Vê se te Agrada" / "Dois Destinos" (1948, Continental)
- "Súplica" / "Tempo de Criança" (1949, Continental)
- "Flor de Aguapé" / "Doutor Sabe Tudo" (1949, Continental)
- "Alma Sevilhana" / "Quando Baila La Muchacha" (1950, Continental)
- "Xodó da Baiana" / "Promessa" (1951, Continental)
- "Cuidado com o Velho" / "Vaidoso" (1951, Continental)
- "Sons de Carrilhões" / "Abismo de Rosas" (1952, Continental)
- "Calanguinho" / "Penumbra" (1953, Continental)
- "Alma Nortista" / "Interrogando" (1953, Continental)
- "Recordando a Malaguenha" / "Uma Noite em Haifa" (1954, Continental)
- "Limpa-Banco" / "Sonhando com Você" (1955, Continental)
- "Rosita" / "Chuvisco" (1955, Continental)
- "Tristesse (Opus nº 3)" / "Adelita" (1956, Continental)
- "Se Ela Perguntar" / "Índia" (1958, Continental)
- "Romance de Amor" / "Pavana" (1958, Continental)
- "La Despedida" / "Ausência" (1960, Continental)
- "Uma Valsa e Dois Amores" / "Marcha dos Marinheiros" (1961, Continental)
- "Soluços" / "Odeon" (1961, Continental)
- "Gotas de Lágrimas" / "Cisne Branco" (1963, Continental)